# Koncentrációs index
A területi kutatások alapfogalmai közül az egyik legfontosabb fogalomként tartják számon a koncentrációs indexet, más néven Herfindahl–Hirschman-indexet. Főként a közgazdaságtani, illetve regionális tudományi kutatások elemzési eszköze.

## Értelmezése
Valamely naturális jellemző területegységek közötti koncentráltságának mértékét számszerűsíti. A megoszlást az index tulajdonképpen a teljesen egyenleteshez viszonyítja (amikor minden megfigyelési egység részesedése azonos).

## Képlete
{\displaystyle K=\sum _{i=1}^{n}({x_{i} \over \sum _{i=1}^{n}x_{i}})^{2}}
- ahol az xi a naturális mértékegységben megadott területi jellemző az i területegységre értve. Minimumát akkor veszi fel, ha a vizsgált társadalmi-gazdasági jelenség egyenletesen oszlik el a területegységek között, maximumát pedig akkor, ha a teljes terjedelem egy területen összpontosul. A minimum függ az elemszámtól, így az eltérő elemszámú vizsgálatok esetében a kapott eredményeket összehasonlítani nem szabad.
Mértékegysége: dimenziótlan
Értékkészlete: 1/n ≤ K ≤ 1